# Нордзе-Трене (управление)
Нордзе-Трене (нем. Nordsee-Treene) — управление (амт) в Германии, земля Шлезвиг-Гольштейн, район Северная Фрисландия. Резиденцией администрации управления является Мильдштедт.

## Административное устройство
Управление Нордзе-Трене состоит из следующих общин (численность населения на 31 декабря 2018 года):
- Арлеват (342)
- Виннерт (709)
- Витбек (773)
- Вицворт (1032)
- Виш (103)
- Воббенбюлль (436)
- Драге (650)
- Зет (763)
- Зимонсберг (831)
- Зюдермарш (141)
- Зюдерхёфт (14)
- Ильфесбюлль (304)
- Кольденбюттель (916)
- Мильдштедт* (3863)
- Нордштранд (2241)
- Ольдерсбек (733)
- Ольдеруп (458)
- Остенфельд (1519)
- Рамштедт (416)
- Рантрум (1910)
- Фрезендельф (93)
- Хатштедт (2571)
- Хатштедтермарш (274)
- Хорштедт (790)
- Худе (178)
- Швабштедт (1354)
- Элизабет-Софиен-Ког (53)

## История
Было образовано 1 января 2008 г. из территорий бывших управлений Фридрихштадт (за исключением города Фридрихштадт), Хатштедт, Нордштранд и Трене.